# Отт Тянак
Отт Тянак (англ. Ott Tänak; народ. 15 жовтня 1987 року, К'ярла, Естонська РСР, СРСР) — естонський ралійний автогонщик. Пілот команди Hyundai Motorsport, чемпіон світу з ралі (2019).

## Кар'єра
На початку кар'єри Отт Тянак виграв чемпіонат Естонії з ралі в 2008 та 2009 роках, виступаючи в команді, якою керував відомий естонський раліст Маркко Мяртін.

### Сезон 2017
В 2017 році Отт Тянак виступав за команду M-Sport WRT. Здобув свою першу перемогу на "Ралі Сардинія" та завоював бронзу чемпіонату світу з ралі, а також був визнаний кращим спортсменом року в Естонії. В цьому році штурманом Тянака став естонець Мартін Ярвеоя.

### Сезон 2018
Почав виступати в складі команди Toyota Gazoo Racing WRT. Контракт був підписаний на два роки. Здобувши 4 перемоги Тянак здобув знову 3 місце за підсумками сезону. На церемонії вручення нагород FIA по завершенні сезону, Тянак отримав від WRC нагороду "Гонщик року" і нагороду за найбільшу кількість виграних спецділянок в сезоні 2018, а також призу Michelin Magic Moment за три підряд перемоги. В Естонії він разом із штурманом Мартіном Ярвеоя отримали звання "Краща команда року".

### Сезон 2019
На "Ралі Каталонія" Тянак набрав достатню кількість очок і достроково став чемпіоном світу WRC. Це стало історичним досягненням для Естонії, бо до цього жоден естонський пілот не ставав чемпіоном світу. В Естонії він разом із штурманом Мартіном Ярвеоя знову отримали звання "Краща команда року".

### Сезон 2020
В жовтні 2019 року Отт підписав дворічний контракт з Hyundai Motorsport. З 1 січня офіційно став членом команди Hyundai. Здобув одну перемогу на домашньому етапі в Естонії. За підсумками сезону здобув бронзу.

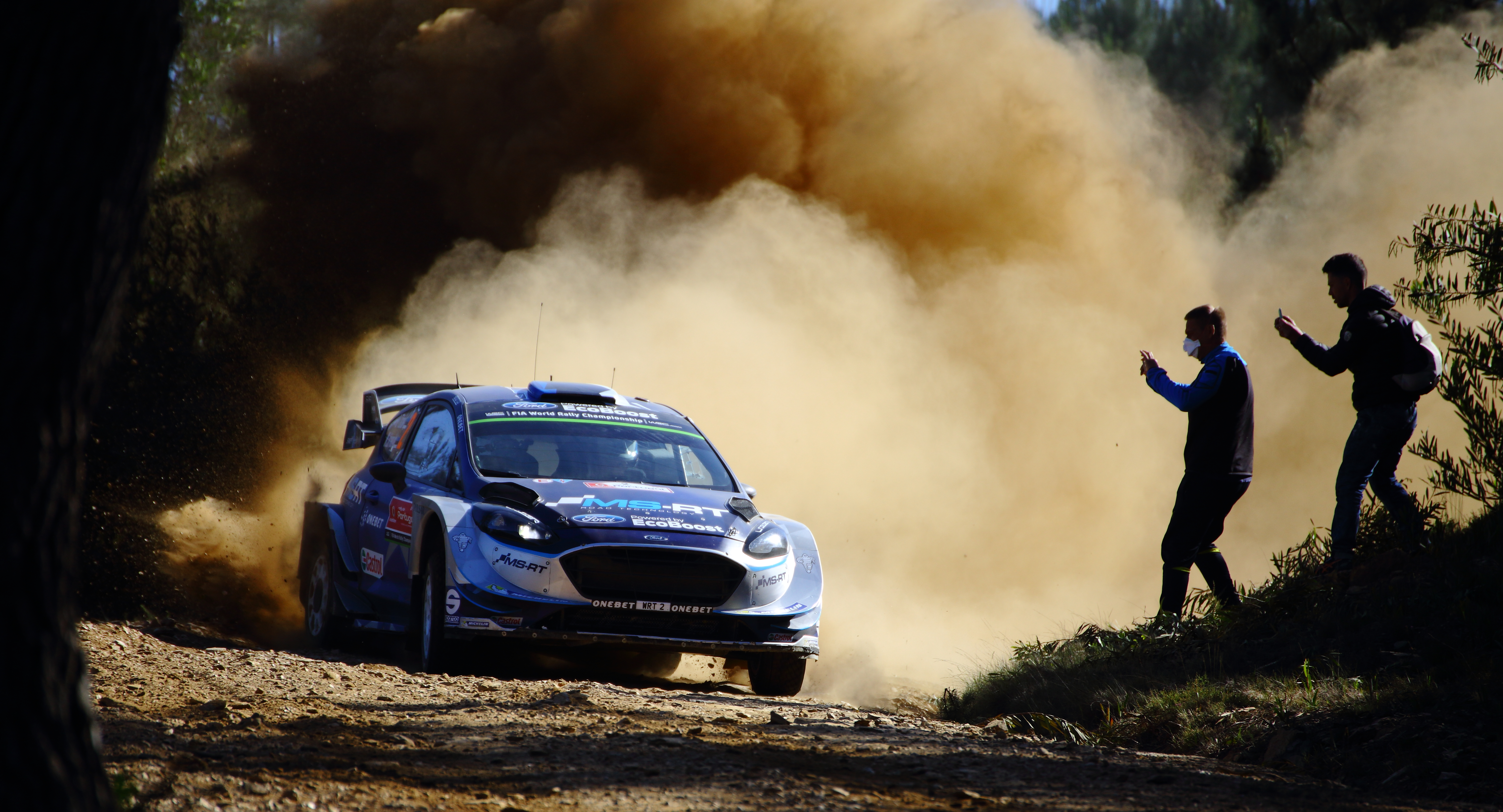
На ралі Португалія 2017

## Особисте життя
Отт одружився з Янікою Тянак в 2016 році. Має двох дітей.

## В кіно
В квітні 2019 року відбулася прем'єра документального фільму "Ott Tänak - The Movie"

## Державні нагороди
Кавалер ордену Білої зірки 3 класу (Естонія, 2020 рік).

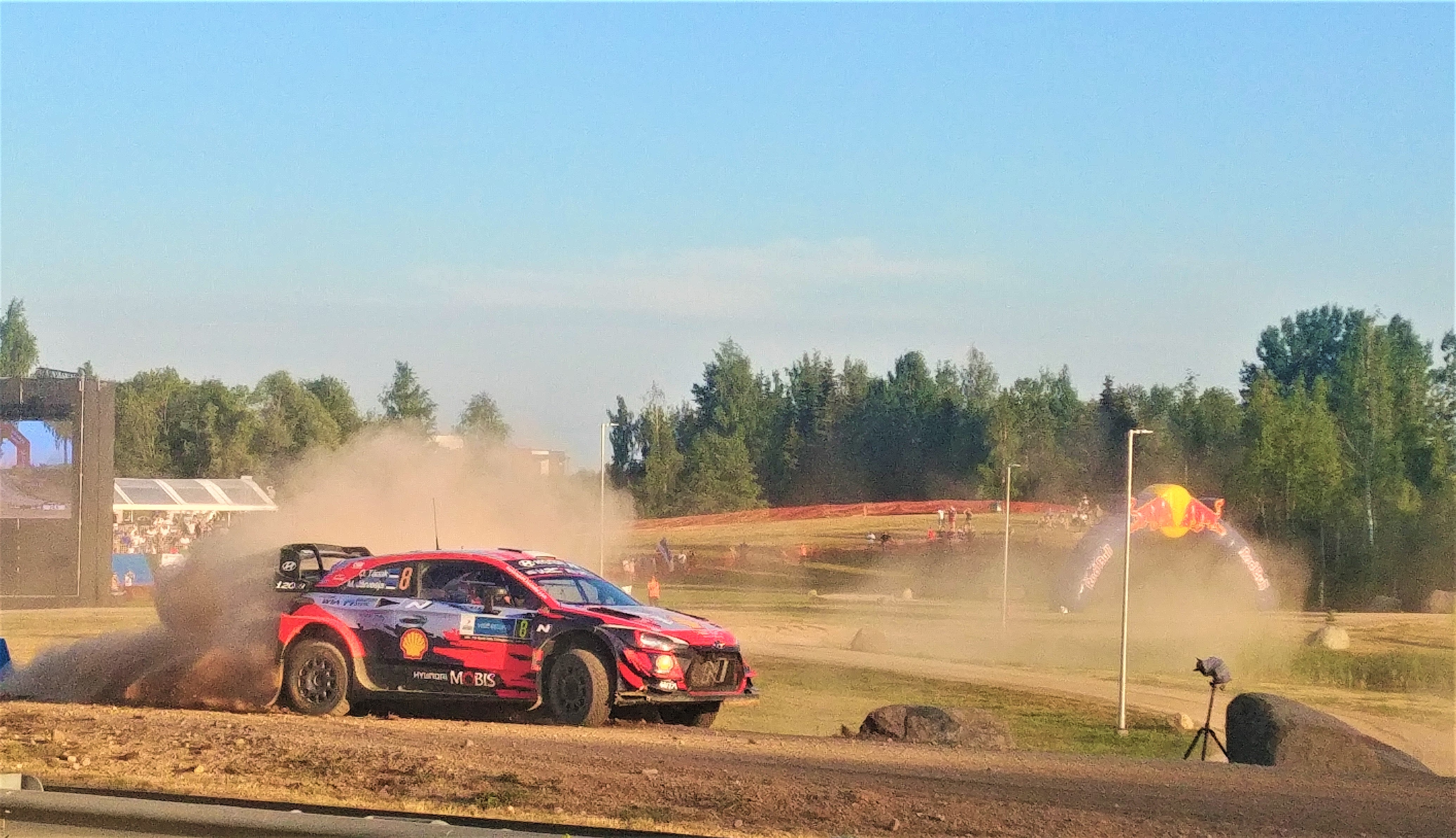
На ралі Естонія 2021

## Перемоги в WRC
| #  | Ралі                    | Сезон | Штурман       | Автомобіль           |
| -- | ----------------------- | ----- | ------------- | -------------------- |
| 1  | Ралі Сардинія           | 2017  | Мартін Ярвеоя | Ford Fiesta WRC      |
| 2  | Ралі Німеччина          | 2017  | Мартін Ярвеоя | Ford Fiesta WRC      |
| 3  | Ралі Аргентина          | 2018  | Мартін Ярвеоя | Toyota Yaris WRC     |
| 4  | Ралі Фінляндія          | 2018  | Мартін Ярвеоя | Toyota Yaris WRC     |
| 5  | Ралі Німеччина          | 2018  | Мартін Ярвеоя | Toyota Yaris WRC     |
| 6  | Ралі Туреччина          | 2018  | Мартін Ярвеоя | Toyota Yaris WRC     |
| 7  | Ралі Швеція             | 2019  | Мартін Ярвеоя | Toyota Yaris WRC     |
| 8  | Ралі Чилі               | 2019  | Мартін Ярвеоя | Toyota Yaris WRC     |
| 9  | Ралі Португалія         | 2019  | Мартін Ярвеоя | Toyota Yaris WRC     |
| 10 | Ралі Фінляндія          | 2019  | Мартін Ярвеоя | Toyota Yaris WRC     |
| 11 | Ралі Німеччина          | 2019  | Мартін Ярвеоя | Toyota Yaris WRC     |
| 12 | Ралі Велика Британія    | 2019  | Мартін Ярвеоя | Toyota Yaris WRC     |
| 13 | Ралі Естонія            | 2020  | Мартін Ярвеоя | Hyundai i20 WRC      |
| 14 | Ралі Арктика            | 2021  | Мартін Ярвеоя | Hyundai i20 WRC      |
| 15 | Ралі Сардинія           | 2022  | Мартін Ярвеоя | Hyundai i20 N Rally1 |
| 16 | Ралі Фінляндія          | 2022  | Мартін Ярвеоя | Hyundai i20 N Rally1 |
| 17 | Ралі Бельгія            | 2022  | Мартін Ярвеоя | Hyundai i20 N Rally1 |
| 18 | Ралі Швеція             | 2023  | Мартін Ярвеоя | Ford Puma Rally1     |
| 19 | Ралі Чилі               | 2023  | Мартін Ярвеоя | Ford Puma Rally1     |
| 20 | Ралі Сардинія           | 2024  | Мартін Ярвеоя | Hyundai i20 N Rally1 |
| 21 | Ралі Центральної Європи | 2024  | Мартін Ярвеоя | Hyundai i20 N Rally1 |